# کیف

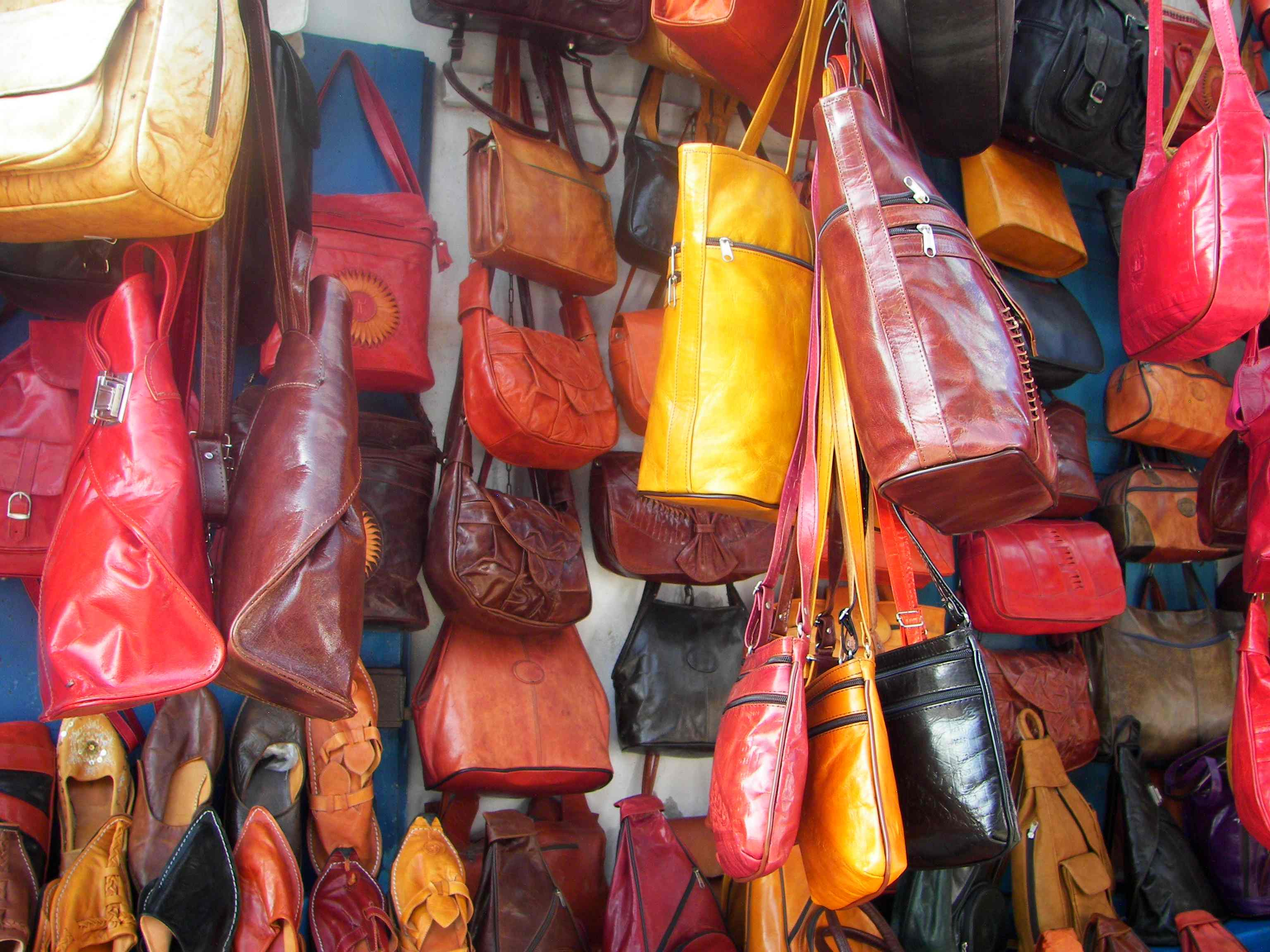
انواع کیف

کیف نوعی نگهدارنده از جنس کاغذ، پارچه یا پلاستیک نازک است که معمولا از سمت بالا باز می شود. کیف ابزار متداولی به شکل ظرفِ غیر سخت است. استفاده از کیف‌ها  به پیش از تاریخِ مکتوب برمی‌گردد.
واژه‌نامه لانگمن در تعریف کیف، این نگهدارنده را ساخته شده از کاغذ،  پارچه یا پلاستیک نازک، که معمولاً از بالا باز می‌شود؛ تعریف می‌کند.
کیف‌ها می توانند در نوع زنانه و مردانه باشد و در جنس‌ها و ابعاد متفاوت تولید شوند. یکی از محبوب‌ترین جنس ها چرم طبیعی و مصنوعی می باشد.